# Novoiuriivka, Mîkolaiiv
Novoiuriivka (în ucraineană Новоюр'ївка) este un sat în comuna Șostakove din raionul Mîkolaiiv, regiunea Mîkolaiiv, Ucraina.

## Demografie
Componența lingvistică a localității Novoiuriivka
     Ucraineană (88,46%)
     Rusă (11,54%)
Conform recensământului din 2001, majoritatea populației localității Novoiuriivka era vorbitoare de ucraineană (88,46%), existând în minoritate și vorbitori de rusă (11,54%).